# 포르미지네
포르미지네(Formigine, 모데나 방언: Furméżen)는 이탈리아 에밀리아로마냐주 모데나도에 있는 도시이자 코무네이다. 2023년 기준으로 포르미지네의 추정 인구는 34,406명이다.

## 역사
포르미지네는 모데나 코무네가 1201년에 레조에밀리아에 대한 방어를 위해 성을 세운 것에서 유래하며, 이는 세키아강에서 갈라져 나오는 수많은 운하로 물을 전달하는 통제권을 두고 시작된 전쟁 중이었다. 1395년 니콜로 3세 데스테 디 페라라 변경백은 카르피의 영주 마르코 피오에게 영지로 주었다.

## 주요 명소
- 중세 시대 성 (13세기) – 시내 중심가에 위치.
- 빌라 간디니 – 산 안토니오 가 '저항 공원'에 위치 (현재 공공 도서관으로 사용됨)
- 은둔자 엔리코의 집 (현재 박물관)
- 산 바르톨로메오 교회 – 시내 중심가 성 맞은편에 위치.

## 인물
- 안드레아 다 포르미지네 (1485년경 – 1559년), 이탈리아 르네상스 시대의 이탈리아 건축가로 주로 볼로냐에서 활동했다.
- 크리스티안 차카르도, FIFA 월드컵 우승 축구 선수
- 리카르도 리코, 사이클 선수

## 자매 도시
포르미지네는 다음 도시와 자매결연을 맺고 있다:
- 킬케니, 아일랜드
- 소뮈르, 프랑스